# Phoenicocoris dissimilis
Phoenicocoris dissimilis är en insektsart som först beskrevs av Reuter 1878.  Phoenicocoris dissimilis ingår i släktet Phoenicocoris och familjen ängsskinnbaggar. Inga underarter finns listade i Catalogue of Life.